# Юго-Западная водопроводная станция
Юго-Западная водопроводная станция (ЮЗВС) — современная московская водопроводная станция, обслуживающая западные и юго-западные районы Москвы. Расположена к югу от района Солнцево, к западу от деревни Румянцево.

## Описание
Ввод в эксплуатацию Юго-Западной водопроводной станции состоялся 8 ноября 2006 года. Постройка станции мощностью 250 тыс. м³ воды в сутки была необходима Москве не для роста объёмов подачи воды, а, скорее, для получения воды более высокого качества.
В процессе очистки вода на ЮЗВС проходит традиционные этапы осветления (устранения мутности) и обеззараживания (подавления болезнетворных микробов). Помимо этого, применяется двухступенчатое озонирование с использованием активированного угля и мембранное фильтрование (впервые в России). Благодаря такой технологии в питьевую воду не могут попасть вредные органические соединения и болезнетворные микробы, а также устраняются все запахи.
Станция была построена за три года при участии ОАО «Мосинжстрой». Из-за высокой социальной значимости проекта и нехватки финансирования Правительство РФ решило привлечь зарубежные инвестиции. В июне 2003 года был проведён тендер, который выиграла немецкая фирма «WTE Wassertechnik GmbH». Роль заказчика, в том числе проектные работы и строительство, а также эксплуатацию станции до 2016 года должно осуществлять ОАО «ВТЕ Юго-Запад», учреждённое предприятием-инвестором. После этого инвестору будут компенсированы затраты путём выкупа всех акций ОАО «ВТЕ Юго-Запад». В итоге в 2017 году Москва станет единственным акционером ЮЗВС.
На ЮЗВС проведена автоматизация технологических процессов, управление осуществляется из диспетчерского пункта. Благодаря этому было снижено количество персонала, ответственного за эксплуатацию станции. В то же время оперативный контроль над работой ведётся с пульта фирмы «WTE Wassertechnik GmbH», находящегося в немецком Эссене, куда поступают актуальные данные о функционировании станции.
С целью кратковременного вывода из эксплуатации одного из конструкционных элементов для проведения профилактики или ремонта без ухудшения работы станции она поделена на параллельные, независимые технологические линии.
Станция снабжает водой западную и юго-западную часть Москвы: Солнцево, Ново-Переделкино, Тропарёво-Никулино, Олимпийская деревня, Раменки. МГУП «Мосводоканал» с целью сохранения высокого качества воды ЮЗВС ведёт в этих районах модернизацию городских водопроводных сетей. На момент ввода станции в эксплуатацию было обновлено более 60 км трубопроводов.
В соответствии с требованиями Федерального закона № 426-ФЗ от 28.12.2013 «О специальной оценке условий труда» в ООО «Юго-Западная Водопроводная станция» в 2014 году была проведена специальная оценка условий труда на двух рабочих местах: экспедитор и специалист по кадрам. По результатам проверки условия труда были признаны допустимыми.